# صومعه جنگ

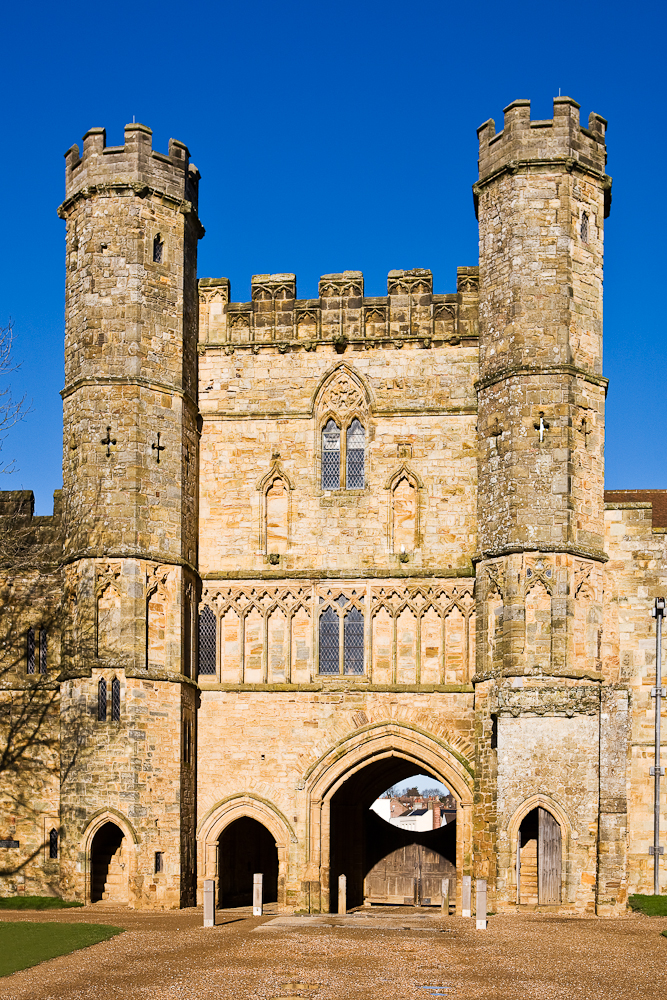
دروازه اصلی صومعه نبرد ابی

صومعه جنگ نام بقایای کلیسایی وابسته به نظام سنت بندیکت واقع در باتل، ساسکس شرقی در انگلستان است. این صومعه در گوشه ای از میدان نبرد هیستینگز ساخته شده و آن را وقف قدیسی به نام مارتین تور کرده بودند.

## نگارخانه

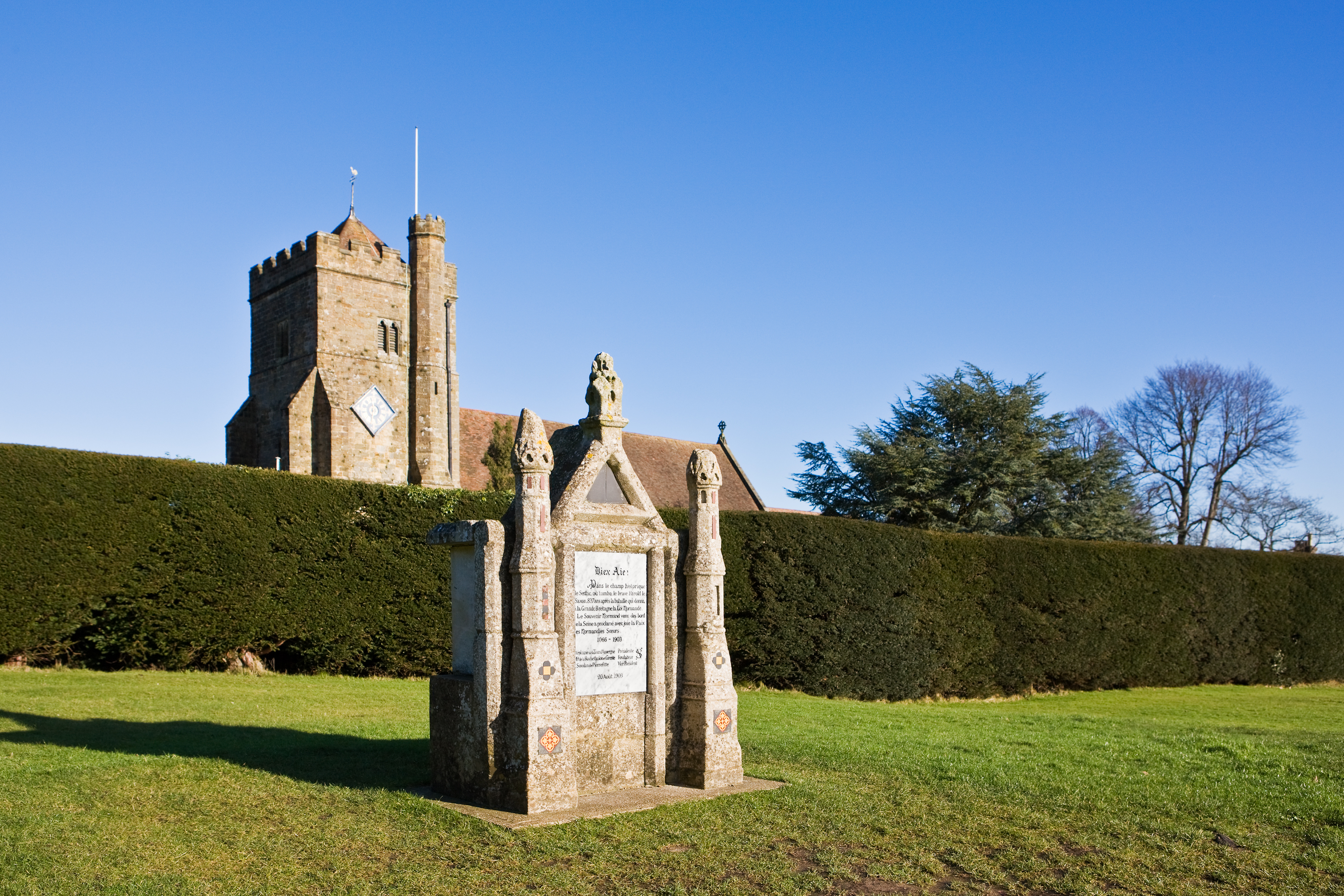
بنای یادبود برجامانده از دوران نورمان‌ها
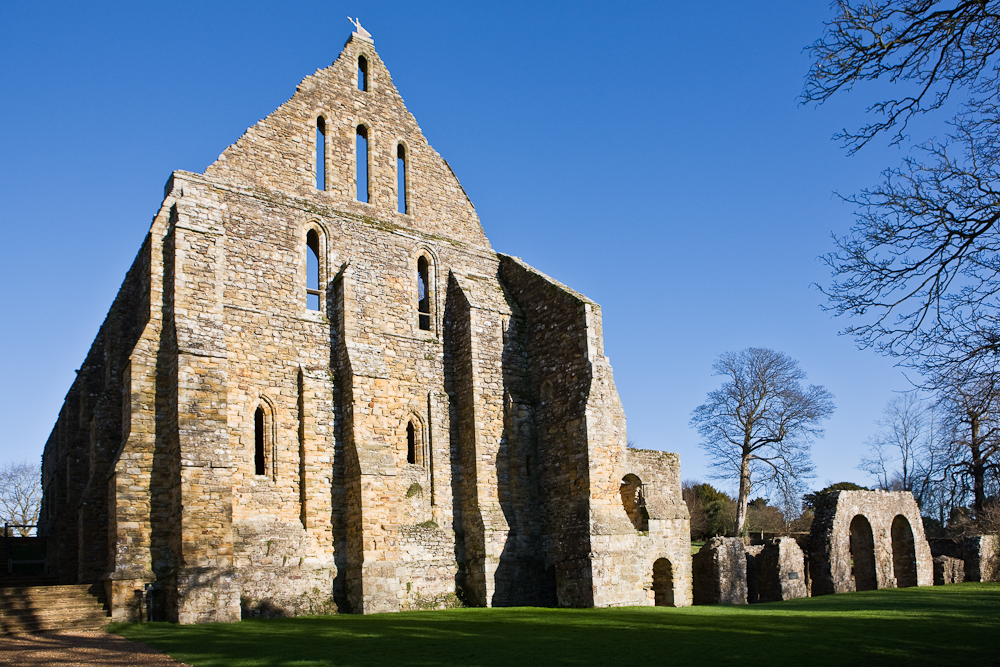
ورودی ایوان
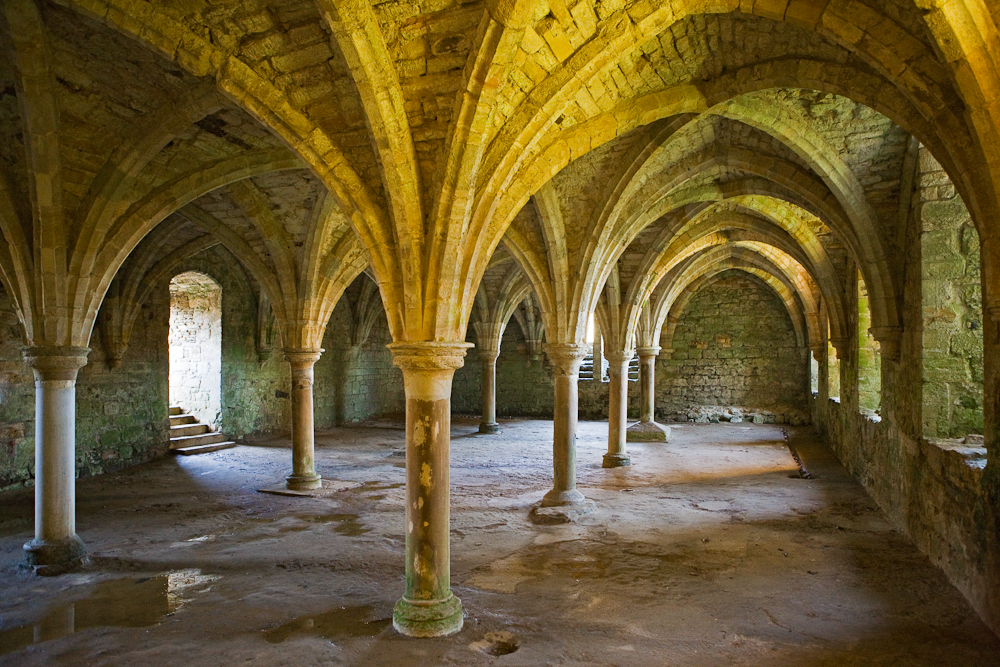
صومعه نبرد ابی – اتاق مشترک متاخر
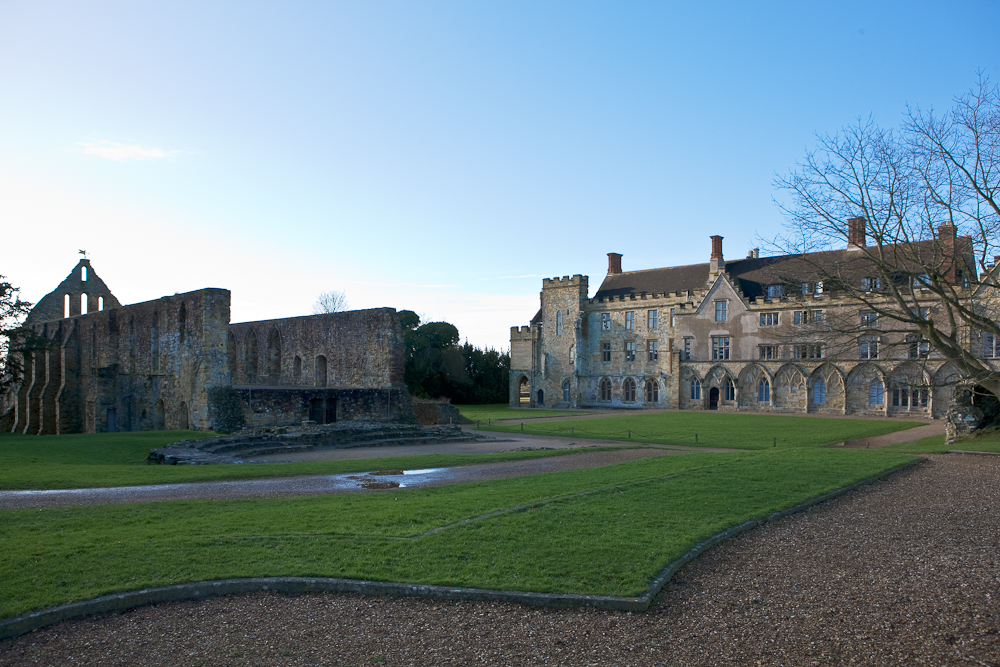
صومعه نبرد ابی - ایوان و مدرسه صومعه
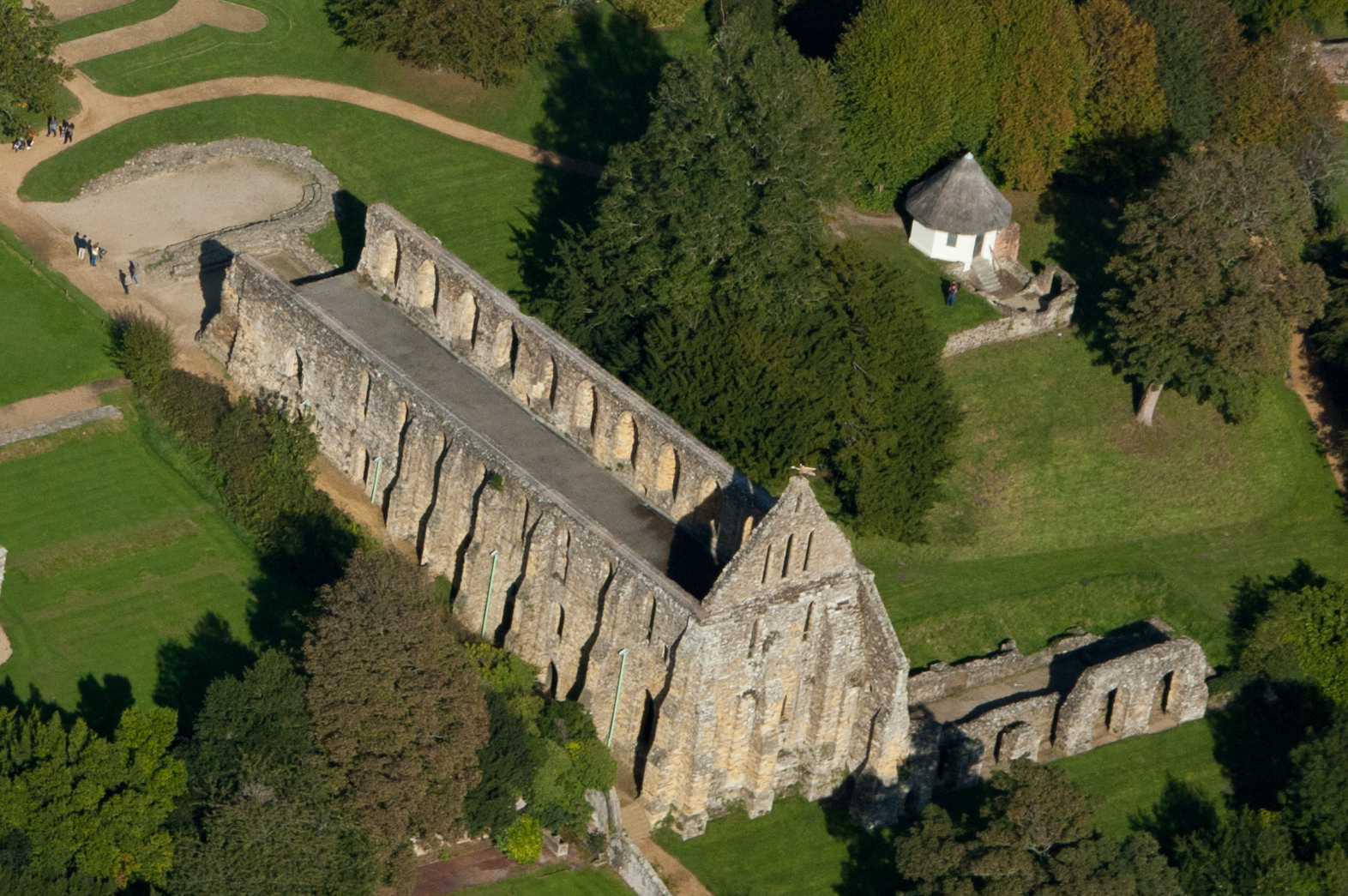
نمای هوایی از ایوان برجامانده صومعه

## به خاک سپرده
- هارولد گادوینسن